# 怪盜
怪盜或快盜（日语：かいとう，羅馬化：kaitō，英译：phantom thief、mysterious thief）源自日語漢字的詞彙，相同於中文的神偷、英語的“飛賊”（紳士小偷）或“女飛賊”（淑女小偷），是虛構作品登場的定型角色，一般指手段高明、神出鬼沒的盜賊，形象與“小偷”（泥棒）有明顯的區別。怪盜通常是推理小說、冒險小說的角色，主要對手是偵探和警察，但也有類似亞森·羅賓般具有盜賊和偵探的雙重身份人物。怪盜可以是正派或反派人物，他在擔任主角的情況下，偷竊行為多數帶有正義性，明顯表現出利他主義，與義賊或俠盜類似，但兩者的行事風格和目的並不相同。
怪盜的目的與普通小偷和竊賊並無二致，但會在進行偷竊前事先告知犯罪行為（“犯罪預告”），以及採用現實或常理不可能的方法進行完美盜竊，即所謂“劇場型犯罪”。例如：在高度保安的條件下，利用易容喬裝成他人身份，以及使用其它高技術道具和伎倆，竊取受到嚴格保護的藝術品等珍貴財物，满足偷竊癖好的成就感。由於這些特點，怪盜在現實中幾乎是不可能存在的人物，但他們仍會出現在一定程度貼近真實的懸疑作品，與作品中的名偵探相互較勁，例如：怪人二十面相和明智小五郎（少年偵探團）。
怪盜的經典造型來自亞森·羅賓，在許多作品中的刻板印象，一般為穿戴大禮帽、正裝燕尾服和斗篷，戴著單片眼鏡；不過，原著中羅賓很少穿這樣的服裝，即使不穿正裝禮服，他們也經常穿著浮華而忽略功能性的服裝款式，例如：女飛賊穿著性感的黑色緊身衣。

## 另見
- 怪傑、快傑
- 紳士怪盜（英语：Arsène Lupin, Gentleman Burglar）
- 紳士偵探（英语：Gentleman detective）
- 反英雄
- 定型角色